# Elaphoglossum crassifolium
Elaphoglossum crassifolium är en träjonväxtart som först beskrevs av Gaud., och fick sitt nu gällande namn av William Russell Anderson och Crosby. Elaphoglossum crassifolium ingår i släktet Elaphoglossum och familjen Dryopteridaceae. Inga underarter finns listade.